# هویس تر هایده
هویس تر هایده (به هلندی: Huis ter Heide) یک منطقهٔ مسکونی در هلند است که در نوردن‌فلد واقع شده‌است. هویس تر هایده ۱۲۴ نفر جمعیت دارد.